# El Justiciero
El Justiciero (グロイザーＸ Gloizer X/Groizer X?), es un Super Robot de series animadas japonesas anime creado por Gō Nagai. La versión animada fue dirigida por Hiroshi Taisenji y consistió en 36 capítulos.

## Historia
Luego de un aterrizaje forzoso en la Tierra, los tripulantes de una nave de investigación provenientes del planeta Gailar deciden permanecer hibernando en la Tierra esperando ser rescatados. Pruebas nucleares realizadas por humanos dañan el sistema y algunos de los extraterrestres despiertan. Sin poder regresar a su lugar de origen, los Gailarianos deciden conquistar la Tierra.
Para tal propósito, el emperador Geldon elimina a sus opositores y crea una base en el polo norte. Su plan era construir una super nave que asolaría la Tierra comenzando por Japón. El constructor de dicha nave es el Profesor Yan que, contrario a los planes de su gente, pretende utilizar secretamente la nave, llamada El Justiciero, para defender la Tierra. Al descubrir el emperador sus intenciones, el científico ordena a su hija Rita a escapar con la nave. En la fuga, Rita y la nave caen en una isla que alberga la base área Akane. La nave se convierte también en un robot.
El Jefe de la base, el profesor Tobishima (profesor Waderrama en Latinoamérica) y Joe Kaisaka (José Alcántara en Latinoamérica), un hábil piloto de aviación encuentran la nave y refugian a Rita haciéndola parte del equipo. Conociendo los planes de los extraterrestres, ellos deciden construir una base secreta para El Justiciero, que desde ese momento comienza a luchar contra los malignos robots bombarderos enviados por el emperador Geldon, siendo pilotado por José y Rita.

## Curiosidades
- El robot medía 100 metros de altura y pesaba 1200 toneladas.
- No tuvo gran éxito en Japón, "Gloizer/Groizer X" tuvo mucha aceptación en Brasil con el nombre de "O Pirata do Espaço" entre 1984 y 1986 en Red Manchete y exhibido en su totalidad. Sólo 2 animes del género mecha fueron televisados ahí, ""Voltes V" fue otro del mismo tipo pero solo aparecieron 5 episodios.
- En Perú apareció también dentro del programa "Nubeluz" el cual fue exportado a otros países, los cuales transmitieron el programa junto con el anime.
- En Venezuela fue transmitida por RCTV entre los años 1987 y 1988.
- En Chile fue trasmitido por Pipiripao del Canal UCV Televisión entre los años 1989 y 1992 y por Solo Para Menores de RTU (actual Chilevisión) en 1993.
- En México se vio únicamente a la renta en videoclubes entre 1980 y 1984, pero nunca estuvieron todos los episodios.
- En España se proyectó en 1978 en las salas de cine una película titulada Maxinger X contra los monstruos, un largometraje hecho a partir de varios episodios de la serie original. Aprovechando el éxito de Mazinger Z, el personaje fue renombrado como Maxinger X.
- En Argentina, CANAL 9 LIBERTAD, cuyo dueño era el empresario Alejandro Romay (actualmente CANAL 9 , cuyo dueño actual es el empresario mexicano Ángel González González, levantó Mazinger Z, para emitir "el Justiciero (Groizer x)", que tuvo un éxito fenomenal en ese canal ganándole en el índice de audiencia a Robotech. Este suceso sucedió en el año 1987.
- En Ecuador, fue transmitido por Gamavisión entre 1994 y 1995; y por el extinto TV Patín en 1999.